# تيبور روبين
تيبور روبين (بالإنجليزية: Tibor Rubin)‏ هو عسكري أمريكي، ولد في 18 يونيو 1929 في باستو ‏ في المجر، وتوفي في 5 ديسمبر 2015 في غاردين غروفي في الولايات المتحدة.